# Pola (Antonów)
Pola – część wsi Antonów w Polsce położona w województwie śląskim, w powiecie kłobuckim, w gminie Przystajń.

W latach 1975–1998 Pola administracyjnie należały do województwa częstochowskiego.